# 맥스 베어 주니어

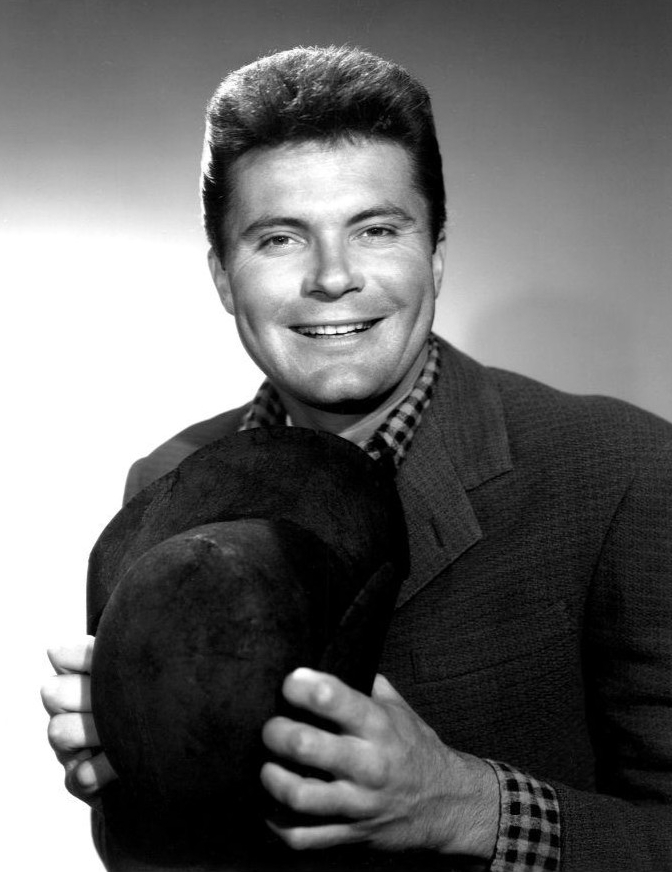

맥스 베어 주니어(Maximilian Adalbert Baer, 1937년 12월 4일 ~ )는 미국의 배우, 각본가, 영화 감독, 영화 제작자이다.
오클랜드에서 태어났다.

## 출연 작품
- 메이컨 컨트리 라인 (1974년)
- 9인의 독수리 (1971년)
- 살인을 위한 시간 (1967년)

### 텔레비전
- 비버리 힐빌리즈 (1962년)
- 선셋 77번가 (1958년)
- 샤이안 (1955년)